# 52.ª edición de los Premios Grammy
La 52º edición de los Premios Grammy se celebró el 31 de enero de 2010 en el Staples Center de Los Ángeles, en reconocimiento a los logros discográficos alcanzados por los artistas musicales durante el año anterior. El evento fue televisado en directo en Estados Unidos por CBS. 
Solo nueve de los 109 premios fueron recibidos durante la emisión. Los premios restantes se dieron durante la parte no televisada de la ceremonia que precedió a la emisión.
Beyoncé Knowles ganó un total de seis premios, y con ello rompió el récord de más victorias por una artista femenina en una noche. Taylor Swift ganó cuatro; mientras que Black Eyed Peas, Jay-Z y Kings of Leon ganaron tres. Los artistas que ganaron dos premios incluyen a Colbie Caillat, Eminem, Kanye West, Lady Gaga, Maxwell, Jason Mraz, A. R. Rahman y Rihanna.
El álbum Fearless de Taylor Swift fue premiado con el Premio Grammy por álbum del año, siendo el primero de este tipo de premio en la carrera de Swift. "Use Somebody" de la banda de rock Kings of Leon ganó el Premio Grammy por grabación del año, mientras que la canción "Single Ladies (Put a Ring on It)" escrita por Thaddis Harrell, Beyoncé Knowles, The-Dream y Christopher Stewart, fue nombrada como la canción del año.

## Actuaciones y presentadores
Actuaciones
| Artistas                                                                           | Canciones                                                                   |
| ---------------------------------------------------------------------------------- | --------------------------------------------------------------------------- |
| Lady Gaga Elton John                                                               | "Poker Face" Speechless" Your Song"                                         |
| Green Day y el equipo acreditado de American Idiot                                 | "21 Guns"                                                                   |
| Beyoncé                                                                            | "If I Were a Boy" You Oughta Know"                                          |
| Pink                                                                               | "Glitter in the Air"                                                        |
| Black Eyed Peas                                                                    | "Imma Be" I Gotta Feeling"                                                  |
| Lady Antebellum                                                                    | "Need You Now"                                                              |
| Jamie Foxx T-Pain Slash Doug E. Fresh                                              | "Blame It"                                                                  |
| Zac Brown Band Leon Russell                                                        | "America the Beautiful" Dixie Lullaby" Chicken Fried"                       |
| Taylor Swift Stevie Nicks Butch Walker                                             | "Today Was a Fairytale" Rhiannon" You Belong with Me"                       |
| Michael Jackson Celine Dion Usher Carrie Underwood Jennifer Hudson Smokey Robinson | Tributo a Michael Jackson "Earth Song"                                      |
| Bon Jovi Jennifer Nettles                                                          | "We Weren't Born to Follow" Who Says You Can't Go Home" Livin' on a Prayer" |
| Andrea Bocelli Mary J. Blige David Foster                                          | Por el terremoto de Haití de 2010 "Bridge over Troubled Water"              |
| Dave Matthews Band                                                                 | "You and Me"                                                                |
| Maxwell Roberta Flack                                                              | "Pretty Wings" "Where Is the Love"                                          |
| Jeff Beck Imelda May                                                               | Tributo a Les Paul "How High the Moon"                                      |
| Drake Lil Wayne Eminem Travis Barker                                               | "Drop the World" Forever"                                                   |

Presentadores
La siguiente lista de presentadores está organizada por orden alfabético:
- Simon Baker
- Kristen Bell
- Justin Bieber
- Jeff Bridges
- Jonas Brothers
- Stephen Colbert
- Alice Cooper
- Sheryl Crow
- Kaley Cuoco
- Miley Cyrus
- Mos Def
- Plácido Domingo
- Robert Downey Jr.
- Josh Duhamel
- Wyclef Jean
- Norah Jones
- Juanes
- Ke$ha
- Miranda Lambert
- John Legend
- LL Cool J
- Jennifer Lopez
- Ricky Martin
- Lea Michele
- Chris O'Donnell
- Katy Perry
- Lionel Richie
- Adam Sandler
- Carlos Santana
- Ryan Seacrest
- Seal
- Ringo Starr
- Quentin Tarantino
- Keith Urban

## Ganadores y nominados

### Generales
Grabación del año
- «Use Somebody» – Kings of Leon (intérpretes); Jacquire King & Angelo Petraglia (productores); Jacquire King (ingeniero/mezclador)
- «Halo» – Beyoncé (intérprete); Beyoncé Knowles & Ryan Tedder (productores); Jim Caruana, Mark "Spike" Stent & Ryan Tedder (ingenieros/mezcladores)
- «I Gotta Feeling» – Black Eyed Peas (intérpretes); David Guetta & Frederick Riesterer (productores); will.i.am, Dylan "3-D" Dresdow & Padraic "Padlock" Kerin (ingenieros/mezcladores)
- «Poker Face» – Lady Gaga (intérprete); Lady Gaga & RedOne (productores); Robert Orton, RedOne & Dave Russell (ingenieros/mezcladores)
- «You Belong with Me» – Taylor Swift (intérprete); Nathan Chapman & Taylor Swift (productores); Chad Carlson & Justin Niebank (ingenieros/mezcladores)

Álbum del año
- Fearless – Taylor Swift (intérprete); con Colbie Caillat; Nathan Chapman & Taylor Swift (productores); Chad Carlson, Nathan Chapman & Justin Niebank (ingenieros/mezcladores); Hank Williams (masterización)
- I Am... Sasha Fierce – Beyoncé (intérprete); Bangladesh, Ian Dench, D-Town, Toby Gad, Sean Garrett, Amanda Ghost, Jim Jonsin, Beyoncé Knowles, Rico Love, Dave McCracken, Terius Nash, Radio Killa, Stargate, Christopher Stewart, Ryan Tedder & Wayne Wilkins (productores); Jim Caruana, Mikkel S. Eriksen, Toby Gad, Kuk Harrell, Jim Jonsin, Jaycen Joshua, Dave Pensado, Radio Killa, Mark "Spike" Stent, Ryan Tedder, Brian "B-LUV" Thomas, Marcos Tovar, Miles Walker & Wayne Wilkins (ingenieros/mezcladores); Tom Coyne (masterización)
- The E.N.D. – Black Eyed Peas (intérpretes); Apl.de.ap, Jean Baptiste, Printz Board, DJ Replay, Funkagenda, David Guetta, Keith Harris & will.i.am (productores); Dylan "3D" Dresdow, Padraic "Padlock" Kerin & will.i.am (ingenieros/mezcladores); Chris Bellman (masterización)
- The Fame – Lady Gaga (intérprete); con Flo Rida, Colby O'Donis & Space Cowboy; Brian & Josh, Rob Fusari, Martin Kierszenbaum, RedOne & Space Cowboy (productores); 4Mil, Robert Orton, RedOne, Dave Russell & Tony Ugval (ingenieros/mezcladores); Gene Grimaldi (masterización)
- Big Whiskey and the GrooGrux King – Dave Matthews Band (intérpretes); con Jeff Coffin, Tim Reynolds & Rashawn Ross; Rob Cavallo (productor); Chris Lord-Alge & Doug McKean (ingenieros/mezcladores); Ted Jensen (masterización)

Canción del año
- «Single Ladies (Put a Ring on It)» – Thaddis Harrell, Beyoncé Knowles, Terius Nash & Christopher Stewart (compositores); Beyoncé (intérprete)
- «Poker Face» – Lady Gaga & RedOne (compositores); Lady Gaga (intérprete)
- «Pretty Wings» – Hod David & Musze (compositores); Maxwell (intérprete)
- «Use Somebody» – Caleb Followill, Jared Followill, Matthew Followill & Nathan Followill (compositores); Kings of Leon (intérpretes)
- «You Belong with Me» – Liz Rose & Taylor Swift (compositores); Taylor Swift (intérprete)

Mejor artista novel
- Zac Brown Band
- Keri Hilson
- MGMT
- Silversun Pickups
- The Ting Tings

### Alternativa
Mejor álbum de música alternativa
- Wolfgang Amadeus Phoenix – Phoenix
- Everything That Happens Will Happen Today – David Byrne & Brian Eno
- The Open Door EP – Death Cab For Cutie
- Sounds of the Universe – Depeche Mode
- It's Blitz! – Yeah Yeah Yeahs

### Blues
Mejor álbum de blues tradicional
- A Stranger Here – Ramblin' Jack Elliott
- Blue Again – The Mick Fleetwood Blues Band Featuring Rick Vito
- Rough & Tough – John Hammond
- Stomp! The Blues Tonight – Duke Robillard
- Chicago Blues: A Living History – Varios intérpretes; Larry Skoller (productor)

Mejor álbum de blues contemporáneo
- Already Free – The Derek Trucks Band
- This Time – The Robert Cray Band
- The Truth According to Ruthie Foster – Ruthie Foster
- Live: Hope at the Hideout – Mavis Staples
- Back To The River – Susan Tedeschi

### Clásica
Mejor interpretación de orquestal
- Ravel: Daphnis et Chloé – James Levine (director), Boston Symphony Orchestra & Tanglewood Festival Chorus
- Berlioz: Symphonie fantastique – Simon Rattle (director), Susan Graham & Berliner Philharmoniker
- Bruckner: Sinfonía n.º 5 – Benjamin Zander (director) & Philharmonia Orchestra
- Shostakovich: Sinfonías n.º 1 & 15 – Valery Gergiev (director) & Orchestra of the Mariinsky Theatre
- Szymanowski: Sinfonías n.º 1 & 4 – Antoni Wit (director), Jan Krzysztof Broja, Ewa Marczyk & Marek Marczyk; Warsaw Philharmonic Orchestra

Mejor interpretación solista vocal clásica
- Verismo Arias – Renée Fleming (solista); Marco Armiliato, Jonas Kaufmann, Orchestra & Coro Sinfónicos di Milano Giuseppi Verdi
- Bach – Anne Sofie von Otter (solista); Lars Ulrik Mortensen; Anders J. Dahlin, Jakob Bloch Jespersen, Tomas Medici & Karin Roman; Concerto Copenhagen
- Bel Canto Spectacular – Juan Diego Flórez (solista); Daniel Oren; Daniella Barcellona, Patrizia Ciofi, Plácido Domingo, Mariusz Kwiecien, Anna Netrebko & Fernando Piqueras; Orquesta de la Comunidad Valenciana & Coro de la Generalidad Valenciana
- Recital At Ravinia – Lorraine Hunt Lieberson (solista); Drew Minter & Peter Serkin
- Un Frisson Français – Susan Graham (solista); Malcolm Martineau

Mejor grabación de ópera
- Britten: Billy Budd – John Fraser (productor); Daniel Harding (director); Ian Bostridge, Neal Davies, Nathan Gunn, Jonathan Lemalu, Matthew Rose & Gidon Saks; London Symphony Orchestra & Chorus
- Messiaen: Saint François D'Assise – Ferenc van Damme (productor); Ingo Metzmacher (director); Armand Arapian, Hubert Delamboye, Rod Gilfry, Henk Neven, Tom Randle & Camilla Tilling; The Hague Philharmonic & Chorus of the Nederlandse Opera
- Musto: Volpone – Blanton Alspaugh (productor); Sara Jobin (director); Lisa Hopkins, Joshua Jeremiah, Museop Kim, Jeremy Little, Rodell Rosel & Faith Sherman; Wolf Trap Opera Company
- Shostakovich: The Nose – James Mallinson (productor); Valery Gergiev (director); Andrei Popov, Sergei Semishkur & Vladislav Sulimsky; Orchestra & Chorus of the Mariinsky Theatre
- Tan Dun: Marco Polo – Ferenc van Damme (productor); Tan Dun (director); Stephen Bryant, Sarah Castle, Zhang Jun, Nancy Allen Lundy, Stephen Richardson & Charles Workman; Netherlands Chamber Orchestra & Cappella Amsterdam

Mejor interpretación coral
- Mahler: Sinfonía n.º 8; Adagio from Sinfonía n.º 10 – Michael Tilson Thomas (director); Ragnar Bohlin, Kevin Fox & Susan McMane, (directores de coro); San Francisco Symphony Orchestra & Chorus, Pacific Boychoir & San Francisco Girls Chorus
- Handel: Coronation Anthems – Harry Christophers (director); The Sixteen Orchestra & The Sixteen
- Penderecki: Utrenja – Antoni Wit (director); Warsaw Philharmonic Orchestra & Choir; Warsaw Boys' Choir
- Song of the Stars: Granados, Casals & Blancafort – Dennis Keene (director); Voices Of Ascension
- A Spotless Rose – Paul McCreesh (director); Gabrieli Consort

Mejor interpretación clásica, solista instrumental (con orquesta)
- Prokofiev: Conciertos para piano n.º 2 & 3 – Vladimir Ashkenazy (director); Evgeny Kissin & Philharmonia Orchestra
- Bartók: 3 Concertos – Pierre Boulez (director); Pierre-Laurent Aimard, Yuri Bashmet, Gidon Kremer, Neil Percy, Tamara Stefanovich & Nigel Thomas; Berliner Philharmoniker & London Symphony Orchestra
- Bermel: Voices para clarinete solo y orquesta – Gil Rose (director); Derek Bermel & Boston Modern Orchestra Project
- Korngold: Concierto para violín y orquesta en re mayor, op. 35 – Carlos Miguel Prieto (director); Philippe Quint & Orquesta Sinfónica de Minería
- Salonen: Concierto para piano – Esa-Pekka Salonen (director); Yefim Bronfman & Los Angeles Philharmonic

Mejor interpretación clásica, solista instrumental (sin orquesta)
- Journey to the New World – Sharon Isbin, Joan Báez & Mark O'Connor
- Caroline Goulding – Caroline Goulding, Christopher O'Riley & Janine Randall
- Chopin – Maria João Pires
- Oppens Plays Carter – Ursula Oppens
- Sonatas & Etudes – Yuja Wang

Mejor interpretación de conjunto musical pequeño o música de cámara
- Lang: The Little Match Girl Passion – Paul Hillier (director); Ars Nova Copenhagen & Theatre of Voices
- Bach: Orchestral Suites for a Young Prince – Monica Huggett (directora); Gonzalo X. Ruiz & Ensemble Sonnerie
- Josquin: Missa Malheur Me Bat – Peter Phillips (director); The Tallis Scholars
- Song of Songs – Stile Antico; Alison Hill & Benedict Hymas
- Vivaldi: Concertos – Daniel Hope & Anne Sofie von Otter; Kristian Bezuidenhout & Chamber Orchestra of Europe

Mejor interpretación de música de cámara
- Intimate Letters – Emerson String Quartet
- Ginastera: String Quartets (Complete) – Enso Quartet & Lucy Shelton
- The Hungarian Album – Guarneri Quartet
- Schumann / Bartók: The Berlin Recital – Martha Argerich & Gidon Kremer
- Takemitsu: And Then I Knew 'Twas Wind – Yolanda Kondonassis, Cynthia Phelps & Joshua Smith

Mejor composición clásica contemporánea
- Higdon: Concierto para percusión – Jennifer Higdon (compositor); Marin Alsop (director) & Philharmonia Orchestra
- Crumb: The Winds of Destiny – George Crumb (compositor); James Freeman (director)
- Pärt: In Principio – Arvo Pärt (compositor); Tõnu Kaljuste (director)
- Sierra: Missa Latina "Pro Pace" – Roberto Sierra (compositor); Andreas Delfs (director)
- Wyner: Concierto para piano "Chiavi In Mano" – Yehudi Wyner (compositor); Robert Spano (director)

Mejor álbum de música clásica
- Mahler: Sinfonía n.º 8; Adagio From Sinfonía n.º 10 – Andreas Neubronner (productor/masterización), Peter Laenger (ingeniero/mezclador); Michael Tilson Thomas (director), Ragnar Bohlin, Kevin Fox & Susan McMane (directores de coro); San Francisco Symphony Orchestra & Chorus; Pacific Boychoir & San Francisco Girls Chorus
- Bernstein: Mass – Steven Epstein (productor), Richard King (ingeniero/mezclador); Marin Alsop (director); Baltimore Symphony Orchestra; Morgan State University Choir & Peabody Children's Chorus
- Ravel: Daphnis et Chloé – Elizabeth Ostrow (productor), Jesse Lewis & John Newton (ingenieros/mezcladores), Mark Donahue (masterización); James Levine (director); Boston Symphony Orchestra & Tanglewood Festival Chorus
- Ravel: L'Enfant et les Sortilèges – Blanton Alspaugh (productor), Mark Donahue & John Hill (ingenieros/mezcladores); Alastair Willis (director); Nashville Symphony Orchestra & Chorus, Chicago Symphony Chorus & Chattanooga Boys Choir
- Shostakovich: The Nose – James Mallinson (productor), John Newton & Dirk Sobotka (ingenieros/mezcladores), Mark Donahue (masterización); Valery Gergiev (director); Andrei Popov, Sergei Semishkur & Vladislav Sulimsky; Orchestra & Chorus of the Mariinsky Theatre

Mejor álbum crossover de música clásica
- Yo-Yo Ma & Friends: Songs of Joy & Peace – Yo-Yo Ma; Odair Assad, Sergio Assad, Chris Botti, Dave Brubeck, Matt Brubeck, John Clayton, Paquito d'Rivera, Renée Fleming, Diana Krall, Alison Krauss, Natalie McMaster, Edgar Meyer, Cristina Pato, Joshua Redman, Jake Shimabukuro, Silk Road Ensemble, James Taylor, Chris Thile, Wu Tong, Alon Yavnai & Amelia Zirin-Brown
- A Company of Voices: Conspirare in Concert – Craig Hella Johnson (director); Conspirare; Tom Burritt, Ian Davidson & Bion Tsang
- Jazz-Clazz – Paquito D'Rivera Quintet; Trio Clarone
- The Melody Of Rhythm – Leonard Slatkin (director); Béla Fleck, Zakir Hussain & Edgar Meyer; Detroit Symphony Orchestra
- QSF Plays Brubeck – Quartet San Francisco
- Twelve Songs by Charles Ives – Theo Bleckmann; Kneebody

### Composición y arreglos
Mejor composición instrumental
- «Married Life» (de Up) – Michael Giacchino (compositor); Michael Giacchino
- «Borat In Syracuse» – Paquito D'Rivera (compositor); Paquito D'Rivera Quintet
- «Counting To Infinity» – Tim Davies (compositor); Tim Davies Big Band
- «Fluffy» – Bob Florence (compositor); Bob Florence Limited Edition
- «Ice-Nine» – Steve Wiest (compositor); University Of North Texas One O'Clock Lab Band

Mejor arreglo instrumental
- «West Side Story Medley» – Bill Cunliffe (arreglista); Resonance Big Band (intérpretes)
- «Emmanuel» – Jeremy Lubbock (arreglista); Chris Botti & Lucia Micarelli (intérpretes)
- «Hope» – Vince Mendoza (arreglista); Jim Beard With Vince Mendoza & The Metropole Orchestra (intérpretes)
- «Slings And Arrows» – Vince Mendoza (arreglista); Chuck Owen & The Jazz Surge (intérpretes)
- «Up With End Credits» (de Up) – Michael Giacchino & Tim Simonec (arreglistas); Michael Giacchino (intérprete)

Mejor arreglo instrumental acompañado de vocalista
- «Quiet Nights» – Claus Ogerman (arreglista); Diana Krall (intérprete)
- «A Change Is Gonna Come» – David Foster & Jerry Hey (arreglistas); Seal (intérprete)
- «Dedicated To You» – Laurence Hobgood (arreglista); Kurt Elling (intérprete)
- «In The Still Of The Night» – Thomas Zink (arreglista); Anne Walsh (intérprete)
- «My One And Only Thrill» – Vince Mendoza (arreglista); Melody Gardot (intérprete)

### Composición para medio visual
Mejor recopilación de banda sonora para película, televisión u otro medio visual
- Slumdog Millionaire – A. R. Rahman (productor)
- Cadillac Records
- Inglourious Basterds
- True Blood
- Crepúsculo

Mejor composición instrumental escrita para una película, televisión u otro medio visual
- Up – Michael Giacchino
- The Curious Case of Benjamin Button – Alexandre Desplat
- Harry Potter and the Half-Blood Prince – Nicholas Hooper
- Milk – Danny Elfman
- Star Trek – Michael Giacchino, Varèse Sarabande

Mejor canción escrita para una película, televisión u otro medio visual
- «Jai Ho» (de Slumdog Millionaire) – A. R. Rahman, Sukhwinder Singh, Tanvi Shah, Mahalaxmi Iyer & Vijay Prakash (compositores); A. R. Rahman, Gulzar & Sukhwinder Singh (intérpretes)
- «All Is Love» (de Where the Wild Things Are) – Karen O & Nick Zinner (compositores); Karen O & The Kids (intérpretes)
- «Decode» (de Crepúsculo) – Josh Farro, Hayley Williams & Taylor York (compositores); Paramore (intérpretes)
- «Once in a Lifetime» (de Cadillac Records) – Ian Dench, James Dring, Amanda Ghost, Beyoncé Knowles, Scott McFarnon & Jody Street (compositores); Beyoncé (intérprete)
- «The Wrestler» (de The Wrestler) – Bruce Springsteen (compositor e intérprete)

### Country
Mejor interpretación vocal country, femenina
- «White Horse» – Taylor Swift
- «Dead Flowers» – Miranda Lambert
- «I Just Call You Mine» – Martina McBride
- «Just a Dream» – Carrie Underwood
- «Solitary Thinkin'» – Lee Ann Womack

Mejor interpretación vocal country, masculina
- «Sweet Thing» – Keith Urban
- «All I Ask For Anymore» – Trace Adkins
- «People Are Crazy» – Billy Currington
- «High Cost of Living» – Jamey Johnson
- «Living for the Night» – George Strait

Mejor interpretación country, dúo o grupo
- «I Run to You» – Lady Antebellum
- «Cowgirls Don't Cry» – Brooks & Dunn
- «Chicken Fried» – Zac Brown Band
- «Here Comes Goodbye» – Rascal Flatts
- «It Happens» – Sugarland

Mejor colaboración vocal country
- «I Told You So» – Carrie Underwood & Randy Travis
- «Beautiful World» – Dierks Bentley & Patty Griffin
- «Down the Road» – Kenny Chesney & Mac McAnally
- «Start a Band» – Brad Paisley & Keith Urban
- «Everything But Quits» – Lee Ann Womack & George Strait

Mejor interpretación instrumental country
- «productor's Medley» – Steve Wariner
- «Under the (Five) Wire» – Alison Brown
- «The Crystal Merchant» – The Greencards
- «Mansinneedof» – Sarah Jarosz

Mejor canción country
- «White Horse» – Liz Rose & Taylor Swift (compositores); Taylor Swift (intérprete)
- «All I Ask For Anymore» – Casey Beathard & Tim James (compositores); Trace Adkins (intérprete)
- «High Cost of Living» – Jamey Johnson & James T. Slater (compositores); Jamey Johnson (intérprete)
- «I Run to You» – Tom Douglas, Dave Haywood, Charles Kelley & Hillary Scott (compositores); Lady Antebellum (intérprete)
- «People Are Crazy» – Bobby Braddock & Troy Jones (compositores); Billy Currington (intérprete)

Mejor álbum de música country
- Fearless – Taylor Swift
- The Foundation – Zac Brown Band
- Twang – George Strait
- Defying Gravity – Keith Urban
- Call Me Crazy – Lee Ann Womack

Mejor álbum de bluegrass
- The Crow: New Songs for the 5-String Banjo – Steve Martin
- Could We Get Any Closer? – Jim Lauderdale
- Buckaroo Blue Grass – Michael Martin Murphey
- Almost Live – Bryan Sutton And Friends
- Destination Life – Rhonda Vincent

### Dance
Mejor grabación dance
- «Poker Face» – RedOne (productor); Robert Orton, RedOne & Dave Russell (mezcladores); Lady Gaga (intérprete)
- «Boom Boom Pow» – will.i.am, Jean Baptiste & Poet Name Life (productores); Dylan Dresdow (mezclador); The Black Eyed Peas (intérpretes)
- «When Love Takes Over» – David Guetta & Frédéric Riesterer (productores); Veronica Ferraro (mezclador); David Guetta & Kelly Rowland (intérpretes)
- «Celebration» – Madonna & Paul Oakenfold (productores); Demacio Castellon (mezclador); Madonna (intérprete)
- «Womanizer» – K. Briscoe (productor); Serban Ghenea (mezclador); Britney Spears (intérprete)

Mejor álbum de dance/electrónica
- The Fame – Lady Gaga
- Divided by Night – The Crystal Method
- One Love – David Guetta
- Party Rock – LMFAO
- Yes – Pet Shop Boys

### Espectáculo musical
Mejor álbum de espectáculo musical
- West Side Story
- Ain't Misbehavin'
- Hair
- 9 to 5: The Musical
- Shrek the Musical

### Folk
Mejor álbum de folk tradicional
- High Wide & Handsome: The Charlie Poole Project – Loudon Wainwright III
- Cutting Loose – David Holt & Josh Goforth
- Naked With Friends – Maura O'Connell
- Polka Cola: Music That Refreshes – Jimmy Sturr & his orchestra
- Singing Through The Hard Times: A Tribute to Utah Phillips – Varios intérpretes; Jacqui Morse, Kendall Morse & Dan Schatz (productores)

Mejor álbum de folk contemporáneo
- Townes – Steve Earle
- Middle Cyclone – Neko Case
- Our Bright Future – Tracy Chapman
- Live – Shawn Colvin
- Secret, Profane & Sugarcane – Elvis Costello

Mejor álbum de americana
- Electric Dirt – Levon Helm
- Together Through Life – Bob Dylan
- Willie and the Wheel – Willie Nelson & Asleep at the Wheel
- Wilco (The Album) – Wilco
- Little Honey – Lucinda Williams

Mejor álbum de música nativo americana
- Spirit Wind North – Bill Miller
- Siyotanka – Michael Brant DeMaria
- True Blue – Northern Cree
- Wind Songs: Native American Flute Solos – John Two-Hawks
- Riders of the Healing Road – Johnny Whitehorse

Mejor álbum de folk hawaiano
- Masters of Hawaiian Slack Key Guitar, Volume 2 – Varios intérpretes
- He Nani – Tia Carrere & Daniel Ho
- Friends & Family Of Hawaiʻi – Amy Hanaialiʻi
- Nani Mau Loa: Everlasting Beauty- Ho'okena

Mejor álbum de música zydeco o cajun
- Lay Your Burden Down – Buckwheat Zydeco
- Alligator Purse – Beausoleil Avec Michael Doucet
- Stripped Down – The Magnolia Sisters
- Live at 2009 New Orleans Jazz & Heritage Festival – Pine Leaf Boys
- L'Ésprit Créole – Cedric Watson et Bijou Créole

### Góspel
Mejor interpretación góspel
- «Wait On The Lord» – Donnie McClurkin & Karen Clark Sheard
- «Free to Be Me» – Francesca Battistelli
- «Jesus Is Love» – Heather Headley & Smokie Norful
- «I Believe» – Jonny Lang & Fisk Jubilee Singers
- «Born Again» – Third Day & Lacey Mosley

Mejor canción góspel
- «God in Me» – Mary Mary & Kierra Sheard
- «Born Again» – Third Day
- «City on Our Knees» – TobyMac
- «Every Prayer» – Israel Houghton & Mary Mary
- «The Motions» – Matthew West

Mejor álbum góspel pop/contemporáneo
- The Power Of One – Israel Houghton
- Speaking Louder Than Before – Jeremy Camp
- The Long Fall Back to Earth – Jars of Clay
- Love Is On The Move – Leeland
- Freedom – Mandisa

Mejor álbum góspel rock o rap
- Live Revelations – Third Day
- The Big Picture – Da' T.R.U.T.H.
- Crash – Decyfer Down
- Innocence & Instinct – Red
- The Dash – John Wells – The Tonic

Mejor álbum góspel sureño, country o bluegrass
- Jason Crabb – Jason Crabb
- Dream On – Ernie Haase & Signature Sound
- The Rock – Tracy Lawrence
- In God's Time – Barry Scott & Second Wind
- Everyday – Triumphant Quartet

Mejor álbum góspel tradicional
- Oh Happy Day – Varios intérpretes
- God Don't Never Change – Ashley Cleveland
- The Law Of Confession, Part I – Donald Lawrence & Co.
- The Journey Continues – The Williams Brothers
- How I Got Over – Vickie Winans

Mejor álbum góspel R&B contemporáneo
- Audience Of One – Heather Headley
- Renewed – Sheri Jones-Moffett
- Just James – J Moss
- Smokie Norful Live – Smokie Norful
- Bold Right Life – Kierra Sheard

### Hablado
Mejor álbum hablado
- Always Looking Up – Michael J. Fox
- Jonathan Winters – A Very Special Time – Jonathan Winters
- The Lincoln-Douglas Debates – Richard Dreyfuss & David Strathairn
- The Maltese Falcon – Varios intérpretes con Michael Madsen, Sandra Oh, Edward Herrmann & OthersYuri Rasovsky; Josh Stanton (productores)
- We Can Have Peace In The Holy Land – Jimmy Carter
- Wishful Drinking – Carrie Fisher

Mejor álbum de comedia
- A Colbert Christmas: The Greatest Gift of All! – Stephen Colbert
- Back from the Dead – Spinal Tap
- Internet Leaks – "Weird Al" Yankovic
- My Weakness Is Strong – Patton Oswalt
- Suckin' It for the Holidays – Kathy Griffin
- Tall, Dark & Chicano – George Lopez

### Histórico
Mejor álbum histórico
- The Complete Chess Masters (1950-1967) – Andy McKaie (productor); Erick Labson (masterización); Little Walter (intérprete)
- My Dusty Road – Scott Billington, Michael Creamer & Bill Nowlin (productores); Doug Pomeroy (masterización); Woody Guthrie (intérprete)
- Origins Of The Red Hot Mama, 1910-1922 – Meagan Hennessey & Richard Martin (productores); Richard Martin (masterización); Sophie Tucker (intérprete)
- Take Me To The Water: Immersion Baptism In Vintage Music And Photography 1890-1950 – Steven Lance Ledbetter & Jim Linderman (productores); Robert Vosgien (masterización); Varios intérpretes
- Woodstock: 40 Years On: Back to Yasgur's Farm – Cheryl Pawelski, Mason Williams & Andy Zax (productores); Dave Schultz (masterización); Varios intérpretes

### Infantil
Mejor álbum musical para niños
- Family Time – Ziggy Marley
- American Heroes #3 – Jonathan Sprout
- Banjo to Beatbox – Cathy & Marcy & Christylez Bacon
- Great Day – Milkshake
- Jumpin' & Jammin' – Greg & Steve
- Pete Seeger Tribute: Ageless Kids' Songs – Buck Howdy

Mejor álbum hablado para niños
- Aaaaah! Spooky, Scary Stories & Songs – Buck Howdy
- Captain Nobody – Dean Pitchford
- Nelson Mandela's Favorite African Folktales – Samuel L. Jackson, Scarlett Johansson, Helen Mirren, Forest Whitaker & Varios intérpretes; Sharon Gelman, Michele McGonigle & Alfre Woodard (productores)
- The Phantom Tollbooth – David Hyde Pierce
- Scat – Ed Asner
- Through the Looking-Glass and What Alice Found There – Harlan Ellison

### Jazz
Mejor solista de jazz instrumental
- «Dancin' 4 Chicken» – Terence Blanchard
- «All Of You» – Gerald Clayton
- «Ms. Garvey, Ms. Garvey» – Roy Hargrove
- «On Green Dolphin Street» – Martial Solal
- «Villa Palmeras» – Miguel Zenón

Mejor álbum de jazz instrumental, individual o grupo
- Five Peace Band – Chick Corea & John McLaughlin Five Peace Band
- Quartet Live – Gary Burton, Pat Metheny, Steve Swallow & Antonio Sánchez
- Brother To Brother – The Clayton Brothers
- Remembrance – John Patitucci Trio
- The Bright Mississippi – Allen Toussaint

Mejor álbum de jazz, conjunto grande
- Book One – New Orleans Jazz Orchestra
- Legendary – Bob Florence
- Eternal Interlude – John Hollenbeck
- Fun Time – Sammy Nestico & The SWR Big Band
- Lab 2009 – University of North Texas One O'Clock Lab Band

Mejor álbum de jazz vocal
- Dedicated to You: Kurt Elling Sings the Music of Coltrane and Hartman – Kurt Elling
- No Regrets – Randy Crawford (& Joe Sample)
- So In Love – Roberta Gambarini
- Tide – Luciana Souza
- Desire – Tierney Sutton (Band)

Mejor álbum de jazz contemporáneo
- 75 – Joe Zawinul & The Zawinul Syndicate
- Urbanus – Stefon Harris & Blackout
- Sounding Point – Julian Lage
- At World's Edge – Philippe Saisse
- Big Neighborhood – Mike Stern

Mejor álbum de jazz latino
- Juntos para siempre – Bebo Valdés & Chucho Valdés
- Things I Wanted To Do – Chembo Corniel
- Áurea – Geoffrey Keezer
- Brazilliance X 4 – Claudio Roditi
- Esta Plena – Miguel Zenón

### Latina
Mejor interpretación pop latino
- Sin frenos – La quinta estación
- 5to Piso – Ricardo Arjona
- Te acuerdas... – Francisco Céspedes
- Hu Hu Hu – Natalia Lafourcade
- Gran City Pop – Paulina Rubio

Mejor interpretación latina tropical tradicional
- Ciclos – Luis Enrique
- Así Soy – Isaac Delgado
- Guasábara – José Lugo Orchestra
- Gracias – Omara Portuondo
- Bach In Havana – Tiempo Libre

Mejor interpretación mexicano-americana
- Necesito de ti – Vicente Fernández
- Corazón ranchero – Shaila Dúrcal
- Compañeras – Mariachi Reyna de Los Angeles
- 10 aniversario – Mariachi Divas de Cindy Shea
- Pegadito al corazón – Joan Sebastian

Mejor interpretación rock latino/alternativo
- Los de atrás vienen conmigo – Calle 13
- Río – Aterciopelados
- Y. – Bebe
- La luz del ritmo – Los Fabulosos Cadillacs
- La revolución – Wisin & Yandel

Mejor álbum tejano
- Borders y Bailes – Los Texmaniacs
- Divina – Stefani Montiel
- All the Way Live – Jay Pérez
- Point of View – Joe Posada
- Radiación Musical – Sunny Sauceda y Todo Eso

Mejor álbum norteño
- Tu Noche con... Los Tigres del Norte – Los Tigres del Norte
- Dejame soñar – Cumbre Norteña
- El niño de oro – El Compa Chuy
- Pese a quien le pese – Los Rieleros del Norte
- Soy todo tuyo – Los Tucanes de Tijuana

Mejor álbum de banda
- Tu esclavo y amo – Lupillo Rivera
- Se nos murió el amor – El Güero y su banda Centenario
- Más adelante – La Arrolladora Banda el Limón de Rene Camacho
- Derecho de antigüedad – La Original Banda el Limón de Salvador Lizárraga

### New age
Mejor álbum de new age
- Prayer for Compassion – David Darling
- Faith – Jim Brickman
- Laserium for the Soul – Henta
- In A Dream – Peter Kater, Dominic Miller, Kenny Loggins & Jaques Morelenbaum
- Impressions of the West Lake – Kitaro